# Diplotaxis anxius
Diplotaxis anxius är en skalbaggsart som beskrevs av Leconte 1856. Diplotaxis anxius ingår i släktet Diplotaxis och familjen Melolonthidae. Inga underarter finns listade i Catalogue of Life.